# Lissochlora stacta
Lissochlora stacta là một loài bướm đêm trong họ Geometridae.